# ميكيل فولسغارد
ميكيل بو فولسغار (بالدنماركية: Mikkel Boe Følsgaard) (من مواليد 1 مايو 1984 في رون) ممثل دنماركي. في عام 2012، فاز بجائزة الدب الفضي لأفضل ممثل في مهرجان برلين السينمائي الدولي الثاني والستين عن تصويره للملك كريستيان السابع في فيلم "علاقة ملكية"، وهو أول فيلم سينمائي له، بينما لا يزال يدرس في المدرسة الوطنية الدنماركية للمسرح والرقص المعاصر. اشتهر بعد قيامه بدور مارتن  في سلسلة المطر، على قناة نيتفليكس في عام 2018.

## روابط خارجية
- ميكيل فولسغارد على موقع IMDb (الإنجليزية)
- ميكيل فولسغارد على موقع قاعدة بيانات الأفلام العربية
- ميكيل فولسغارد على موقع ألو سيني (الفرنسية)
- ميكيل فولسغارد على موقع أول موفي (الإنجليزية)
- ميكيل فولسغارد على موقع قاعدة بيانات الأفلام السويدية (السويدية)
- ميكيل فولسغارد على موقع قاعدة بيانات الفيلم (الإنجليزية)
- ميكيل فولسغارد على موقع كينوبويسك (الروسية)

- ميكيل فولسغارد في قاعدة بيانات الأفلام على الإنترنت